# John Digweed
John Digweed (ur. 1 stycznia 1967 w Hastings, Anglia) – brytyjski DJ i producent. 

## Życiorys
Już jako nastolatek występował jako DJ na imprezach muzycznych w Hastings. Punktem przełomowym jego kariery muzycznej był występ w londyńskim klubie "Renaissance", do którego doszło po tym, gdy przesłał płytę demo ze swoją muzyką właścicielowi klubu. Właściciel "Renaissance" odtworzył demo znajomemu DJ-owi - Alexandrowi Coe (występującym pod pseudonimem "Sasha"). W ten sposób rozpoczęła się współpraca pomiędzy Coe a Digweedem.
John Digweed wraz z Sashą zajmuje się promocją gatunku muzycznego progressive house, popularnego w Europie Zachodniej i USA. Digweed utrzymuje się w czołówce światowych DJ-ów muzyki elektronicznej. Jego nazwisko często pojawia się w pierwszej dziesiątce "DJ MAG TOP 100" czasopisma DJ Magazine. 
Digweed prowadzi cotygodniową audycję radiową "Transitions" na antenie nowojorskiej rozgłośni Digitally Imported. Jest kompozytorem muzyki do filmu zrealizowanego na podstawie książki Irvine Welsha "Ecstasy: Three Tales of Chemical Romance" oraz ścieżki dźwiękowej do obrazu "Kompletny świr" (ang. "Stark Raving Mad"). W 1998 założył wytwórnię płytową Bedrock Records, mającą na celu odkrywanie nowych talentów sceny muzyki tanecznej. 
Brat Johna – George Digweed jest zawodnikiem w strzelectwie.

## Dyskografia
- 1994; Sasha & John Digweed - Renaissance: The Mix Collection (Renaissance)
- 1995; Renaissance - The Mix Collection Part 2 (Renaissance)
- 1996; Sasha & John Digweed - Northern Exposure (Ministry of Sound, Ultra Records)
- 1997; Sasha & John Digweed - Northern Exposure 2 (Ministry of Sound, Ultra Records)
- 1997; The Winning Ticket (Jackpot)
- 1998; Global Underground 006: Sydney (Boxed)
- 1999; Bedrock (INCredible, Ultra Records)
- 1999; Sasha & John Digweed - Northern Exposure: Expeditions (INCredible, Ultra Records)
- 1999; Global Underground 014: Hong Kong (Boxed)
- 2000; Sasha & John Digweed - Communicate (Ultra Records, Kinetic Records) (Billboard 200 #149)
- 2001; Global Underground 019: Los Angeles (Boxed)
- 2002; MMII (Bedrock Records) (Billboard Top Electronic Albums #7)
- 2003; Stark Raving Mad (Thrive Records) (Billboard Electronic #9)
- 2004; Layered Sounds (Bedrock Records)
- 2005; Fabric 20 (Fabric) (Billboard Electronic #13)
- 2005; Choice - A Collection of classics (Azuli Records)
- 2005; Layered Sounds 2 (Bedrock Records)
- 2006; Transitions (Renaissance)/(Thrive Records) (Billboard Electronic #16)
- 2007; Transitions vol.2 (Renaissance)
- 2007; Transitions vol.3 (Renaissance)
- 2008; Transitions vol.4 (Renaissance)
- 2008; Bedrock 10: Past Present Future (Bedrock Records)
- 2009; Bedrock 11 (Bedrock Records)
- 2010; Structures (Bedrock Records)
- 2010; Bedrock 12 (Bedrock Records)
- 2011; Structures 2 (Bedrock Records)
- 2012; Live in Cordoba (Bedrock Records)
- 2012; Bedrock 14 (Bedrock Records)
- 2012; Live in London (Bedrock Records)
- 2013; Live in Slovenia (Bedrock Records)
- 2013; John Digweed & Nick Muir - Versus (Bedrock Records)
- 2013; Live in Argentina (Bedrock Records)
- 2014; Live in Miami (Bedrock Records)
- 2014; Live in Toronto (Bedrock Records)
- 2015; Live in South Beach (Bedrock Records)
- 2016; Live in Montreal (Bedrock Records)
- 2016; Live in Montreal - Finale (Bedrock Records)
- 2017; Live in Brocklyn (Bedrock Records)
- 2018; Bedrock XX (Bedrock Records)
- 2018; Live in Tokyo (Bedrock Records)